# Горішня Липниця
Горішня Ли́пниця (болг. Горна Липница) — село у Великотирновській області Болгарії. Входить до складу общини Павликени.

## Населення
За даними перепису населення 2011 року у селі проживали 562 особи.
Національний склад населення села:
| Національність   | Кількість осіб | Відсоток |
| ---------------- | -------------- | -------- |
| болгари          | 546            | 98,2%    |
| не визначились   | 5              | 0,9%     |
| Всього відповіли | 556            |          |

Розподіл населення за віком у 2011 році:
Динаміка населення: